# Isaac Charles Parker

Isaac Charles Parker

Isaac Charles Parker (* 15. Oktober 1838 in Barnesville, Ohio; † 17. November 1896 in Fort Smith, Arkansas) war ein berüchtigter Richter im Wilden Westen. 
Während seiner Laufbahn als Richter verurteilte er 160 Menschen (156 Männer und 4 Frauen) zum Tod durch den Galgen, 79 wurden schließlich gehängt. Dieser Umstand brachte ihm den Namen „Hanging Judge“ ein. Bei den normalen Bürgern war Parker wegen seiner Härte gegenüber den Verurteilten beliebt. Sie sahen darin das einzige wirksame Mittel, um der zahllosen Kriminellen zur damaligen Zeit Herr zu werden. 1875 trat er in Fort Smith in der Gerichtspräsidentschaft die Nachfolge von William Story an, da dieser der Korruption überführt wurde. In den 21 Jahren, in denen er dort das Amt innehatte, verhandelte er 13.490 Fälle. In der gleichen Zeit starben 65 US-Marshals bei der Ausübung ihres Dienstes.
„Die Gewissheit einer Bestrafung ist die einzige Prävention der Kriminalität“, lautete Parkers Credo. Seinen Kritikern, denen die von ihm verhängten Strafen oft als zu hart erschienen, entgegnete er: „Sofern Kritik angebracht ist, hat sie dem System zu gelten und nicht dem Mann, der ihm dient.“
Für ihn selbst war weniger die Art der Bestrafung wichtig, sondern die Tatsache, dass konsequent bestraft wurde: „Ich bin sogar für die Abschaffung der Todesstrafe, vorausgesetzt, daß eine Bestrafung sicher ist, von welcher Art sie auch sei; denn in der Ungewißheit, ob und wann auf ein Verbrechen die Strafe folgt, liegt die Schwäche unserer unschlüssigen Justiz.“ Kein Verständnis hatte Parker für die „Laxheit der Gerichte“ und die Bereitschaft des Obersten Gerichts, sich auch mit den „windigsten Formalien“ zu befassen. Vielmehr war ihm auch ein illegales Beweismittel recht, wenn es dazu diente, „Schuld oder Unschuld des Angeklagten zu beweisen.“ Vehement verteidigte er seine kompromisslose Vorgehensweise: „Während der 20 Jahre, in denen ich mich hier für die Anwendung des Gesetzes eingesetzt habe, ging es um den Kampf zwischen Zivilisation und Barbarei; die Barbarei wurde repräsentiert von der eindringenden Klasse der Kriminellen.“
Während seiner Laufbahn begegneten ihm einige „Kunden“, die ebenfalls in die Geschichte eingegangen sind, so wurde zum Beispiel die berühmte Belle Starr von ihm verurteilt.
Vom 4. März 1871 bis zum 3. März 1875 saß Parker als republikanischer Vertreter des Staates Missouri im Repräsentantenhaus der Vereinigten Staaten.

## Sonstiges
- Isaac C. Parker taucht im Lucky Luke Band 69 Belle Starr auf.
- In Henry Hathaways Western Der Marshal (1969) wird Richter Parker in einer Nebenrolle von James Westerfield gespielt. In der Miniserie Lawmen: Bass Reeves (2023) verkörpert ihn Donald Sutherland.